# Museo de Aksaray
El Museo de Aksaray (en turco, Aksaray Müzesi) es uno de los museos de Turquía. Está ubicado en la ciudad de Aksaray, situada en la provincia de su mismo nombre. Entró en funcionamiento en 1969; posteriormente, en 2006, se trasladó a un nuevo y singular edificio inspirado en las cúpulas selyúcidas y las chimeneas de hadas de la zona. En 2014 se reorganizó la exposición.

## Colecciones
El museo conserva piezas arqueológicas del área de Aksaray, que en la antigüedad era la puerta de la entrada a la región de Capadocia. 
Entre las piezas más destacadas puede citarse un cráneo de una mujer joven de una antigüedad de unos 10 500 años en el que se practicó una operación de cirugía que se considera la más antigua del mundo. Procede del yacimiento arqueológico de Asikli Höyük. Otras piezas como vasijas, herramientas y adornos proceden también de este yacimiento y de otros yacimientos como Güvercinkayası, del periodo calcolítico, y de Acemhöyük, destacado especialmente en el periodo de las colonias asirias.
Por otra parte hay fósiles, vasijas, herramientas, estelas y sellos y abarcan periodos históricos que incluyen la Edad del Hierro, el periodo helenístico, la época romana, el periodo bizantino —al que pertenecen varias momias— y el periodo selyúcida. También alberga una sección etnográfica.
|                            |
| Estela de época neohitita. |

|                     |
| Momia de Capadocia. |

|                               |
| Sector etnográfico del museo. |